# Bismite
La bismite est un corps chimique minéral naturel, soit le sesquioxyde de bismuth, de formule Bi2O3. Ce minéral trioxyde de dibismuth α monoclinique de forte densité est un produit secondaire, terme anhydre d'une série d'oxydations du bismuth natif et des principaux composés minéraux du bismuth, comme la bismuthinite et la bismuthite.    

## Historique de la description et appellations

### Inventeur et étymologie
Le minéralogiste suédois Walerius l'a identifié en 1753 dans les filons cobalto-nickelifères des mines du Schneeberg dans les Monts métallifères en Saxe. Elle figure dans sa Minéralogie traduite à Paris par le baron Paul-Henri Thiry d'Holbach, apôtre de la philosophie matérialiste.
Ce minéral dont le nom fait allusion à l'élément bismuth a été décrit officiellement en 1868, les échantillons boliviens type (No. 97831) sont conservés à l'université Harvard, à Cambridge, dans l'État du Massachusetts.

### Topotypes
- (américain) Mine Colavi, district du Machacamarca ou du Colavi, province de Cornelio Saavedra, département du Potosí, Bolivie ou site de Goldfield, Nevada
- (allemand) Halde et Pucherschacht, Wolfgangmaßen-Grubenfeld, hameau de Neustädtel, Schneeberg, Erzgebirgskreis, Saxe, Allemagne

### Autres dénominations anciennes
- ocre de bismuth (pour son aspect poussiéreux et sa couleur parfois jaune ou gris vert)
- trioxyde de bismuth, oxyde de bismuth alpha naturel (dénomination chimique triviale)

Notons que l'ocre de bismuth désigne toujours un produit d'altération jaune pulvérulent de divers minéraux du bismuth, généralement hydratés, et plus ou moins impur. Séché de façon drastique, le composé essentiel n'est autre que le sesquioxyde de bismuth ou bismite.

## Propriétés physiques et chimiques
Chauffé en tube à essai, la bismite dégage un peu de vapeur d'eau, qu'elle a pris à l'air humide ambiant. Elle devient jaune orangé, puis brune. Elle redevient jaune orangé à froid. Chauffée à haute température au rouge, elle fond en un liquide rouge qui se solidifie en une masse vitreuse rouge, puis jaune à froid. 
Lorsqu'on la chauffe sur un charbon ardent, la matière se rassemble en bouton métallique de bismuth ; si le feu ou la flamme deviennent oxydant(e), la matière chauffée laisse un enduit jaune d'oxyde.
La bismite est soluble dans les acides. La bismite impure, c'est-à-dire mélangé à un sous-carbonate et un sous-hydroxyde de bismuth, présente une légèrement effervescence. Ces derniers associés ou évidemment le sous-carbonate responsable montrent une vive effervescence aux acides. 
La bismite est soluble dans l'acide chlorhydrique concentré, la solution obtenue est jaune, l'addition d'eau ou dilution provoque un trouble, puis un dépôt blanc d'oxychlorure de bismuth. C'est une réaction classique du bismuth.
La composition de la matière qui contient la bismite est souvent variée, ce qui explique que les échantillons de bismite soient parfois très impures. Il faut la conserver à l'abri de l'air humide, en atmosphère inerte et ultra-sèche.

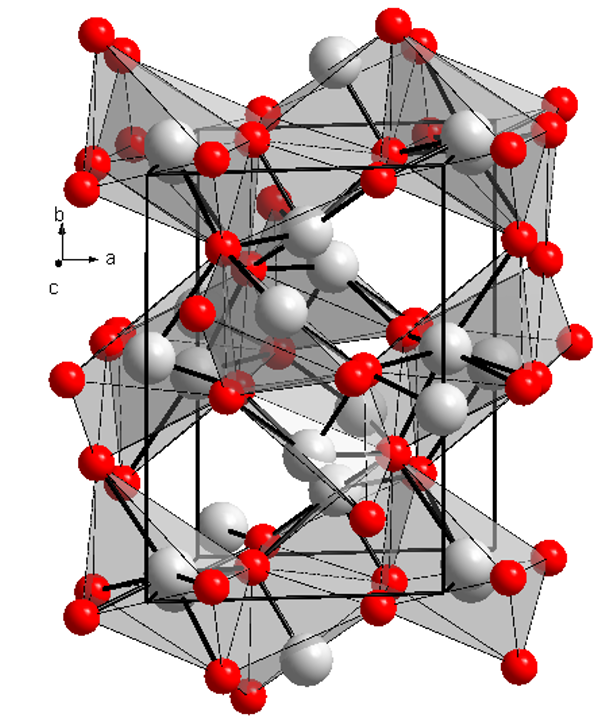
Structure cristallochimique : atomes de bismuth gris, atomes d'oxygène rouges

### Cristallochimie et cristallographie
Les cristaux macroscopiques sont rares.
Il s'agit d'un minéral monoclinique, pseudo-orthorhombique. Alfred Lacroix la décrit d'ailleurs comme orthorhombique.
Il montre un polymorphisme avec la sphaérobismoite Bi2O3β tétragonale, toutefois beaucoup plus rare.
Dans la classification de Dana, ce simple oxyde (code 04) d'un cation métallique trivalent (04.03) fait partie du groupe de la claudétite As2O3 monoclinique (04.03.10) avec le second rang soit (04.03.10.02). Ce groupe de semblable symétrie comprend en troisième position la stibioclaudétite (As, Sb)O3.
Dans la classification de Strunz, la bismite est un minéral esseulé.

### Critères de détermination
Elle présente une grande analogie avec la bismuthite impure ou les minerais apparentés. Mais cette dernière fait une vive effervescence aux acides.
L'analyse chimique pondérale donne en masse 89,7 % de Bi et 10,3 % d'oxygène O2.
Les masses informes et terreuses très impures ont souvent un éclat vitreux gras ou bien très terne.

## Gîtes et gisements
Le filon de Meymac en Corrèze, étudié par le minéralogiste et chimiste Adolphe Carnot, provient d'anciens minerais de bismuth, notamment en des cas spécifiques par oxydation de bismuth natif. La bismite plus ou moins pure de densité 9,22 selon Carnot, se présente en masse compacte à cassure conchoïdale, montrant un éclat un peu résineux, jaune clair à brunâtre. Mais ce n'est que de la bismite pulvérulente ayant réagi avec l'eau et le gaz carbonique, autrefois appelée localement "bismuthite" (sic), sous-carbonate et hydroxyde de formule approchée (BiO) CO3. Bi(OH)2 qui constitue d'ailleurs l'essentiel du minerai exploitable par affleurement blanc, gris ou jaunâtre, l'exploitation n'a d'ailleurs existé que pendant une courte période au début de la Belle Époque.
On comprend que la bismite est le produit ultime en condition anhydre et chaude de ses diverses réactions de décomposition oxydantes. Les produits intermédiaires qui ne sont pas de la bismite conservent des formes minérales antérieures de la matière principale (épigénies de la bismuthinite, par sa structure fibro-lamellaire).

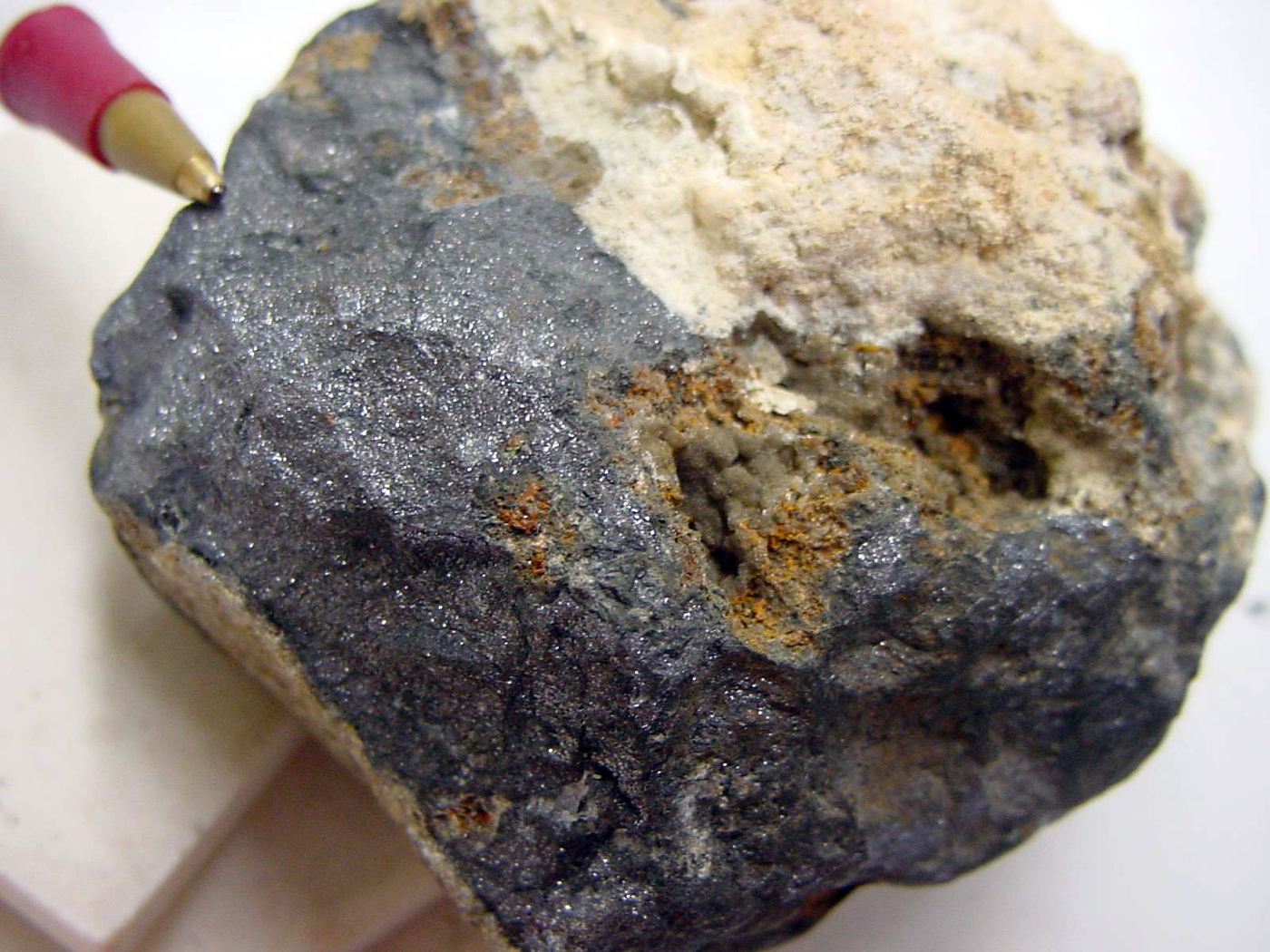
Bismite, échantillon du département de géologie, Université Bringham Young à Provo, Utah.

### Gîtologie et minéraux associés
GîtologieElle se trouve dans les zones d'oxydation des gîtes de bismuth.
La bismite est formée au terme de la dégradation ou de la décomposition d'un grand nombre de minéraux de bismuth, avec souvent des traces de plomb, de cuivre, d'étain, d'antimoine, d'arsenic, de soufre sous formes oxydés, mais aussi d'eau et de gaz carbonique capté par la structure réticulaire. Les enduits, les masses compactes et pulvérulentes qui environnent un rare échantillon de bismite n'en sont souvent pas et demeurent des produits de transition. 
Minéraux associésbismuth natif, cassitérite, bismuthinite, waylandite, mais aussi quartz, minéraux carbonatés, minéraux (ou minerais communs) de plomb, de cuivre, d'étain, autres dérivés rares de bismuth comme le vanadate de bismuth naturel ou puchérite...

## Gisements

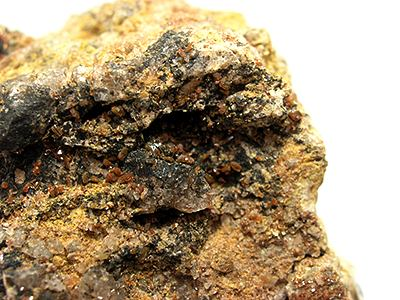
Reflets de cristaux quasi-millimétriques de puchérite brun-rouge sur masse jaunâtre plus terne de bismite, Schneeberg, Saxe, échantillon centimétrique du puits Pucher, aire minière Wolfgang Maaßen, Schneeberg

- Allemagne

Schneeberg, Saxe
- Autriche

Hüttenberger Erzberg, Hüttenberg, zone de Friesach à Hüttenberg, Carinthie
- Australie
- Bolivie

Colavi, Tazna et Llallagua
- Brésil
- États-Unis

mine Victor, Rincon, séries pegmatitiques de Pala, comté de San Diego ou gisement Baker, comté San Bernardino, Californie
mines Missouri, comté Park, État du Colorado
zone minière de Candelaria, comté Mineral ou champ aurifère ou Goldfield, Nevada
mine de Harding mine, Dixon, comté Taos, État du Nouveau-Mexique
- Grande-Bretagne

Mine d'étain de Cornouailles, district de Cumberland, Angleterre
- France

Meymac, Corrèze
- Grèce

île Serifos, archipel des Cyclades
- Italie

Mine des cinq vallées, Roncegno, Valsugana, Province de Trente, Trentin-Haut-Adige
- Japon

mine Ebisu , préfecture de Gifu
- Madagascar

dans les déblais e pegmatites d'Ampangabe
mines de Analamisakana (veines épigénisées de bismuth natif en bismite, associée à la puchérite, dans les masses plus ou moins impures de bismite)
- Namibie

Mesopotamia 504 Farm, vallée cuprifère de Mésopotamie, district Khorixas, région de Kunene
Rubicon Pegmatite, district minier de Karibib (en veines vertes ou vert-jaune dans la bismutite)
- Zaïre

Mumba, province du Nord-Kivu

## Usages
La bismite naturelle, minéral rare, est présente, parfois en quantité non négligeable, dans les minerais oxydés du bismuth. Toutefois, elle apparaît beaucoup plus fréquemment comme matière artificielle lors des préparations ou des raffinages métallurgiques, par exemple, à partir de minerais de cuivre et de plomb. À l'instar de ce trioxyde de bismuth obtenu industriellement par traitement chimique ou électrochimique ou commercialement par transformation du sous-nitrate de bismuth pour garantir sa pureté, elle pourrait être utilisée pour suppléer certains usages de l'oxyde de plomb, litharge ou minium, ou encore en électrotechnique et électrochimie (électrolytes solides, facilité exceptionnelle de formation de solutions solides avec d'autres oxydes comme ceux de terres rares...) en pyrotechnie pour confectionner des petites bombes dénommées œufs de dragon, en techniques médicales (ciment dentaire et matériaux opaques aux RX)...
C'est aussi surtout, pour les minéralogistes amateurs, un minéral de collection, nécessitant un stockage en milieu parfaitement confiné et protégé.